# LE-30
L'autoroute LE-30 est rocade autoroutière urbaine qui entoure le sud de l'agglomération de León en desservant les différents zones de la ville.
D'une longueur de 10 km environ, elle relie tout le sud de l'agglomération d'est en ouest des autoroutes AP-71 (León - Astorga) et A-66 (Séville - Gijón) à la LE-12 qui prolonge l'A-60 (Valladolid - León).
Elle permet de créer une continuité autoroutière entre l'AP-71/A-66 et l'A-60 dans la Province de León.
Elle est composée de 7 échangeurs.

## Tracé
- Elle débute à l'ouest de l'agglomération sur le prolongement de l'AP-71 au niveau de l'intersection cette dernière avec l'A-66 et l'AP-66.
- La LE-30 dessert le sud de l'agglomération avant de bifurquer avec la LE-12 au sud de Puente del Castro.

## Sorties
| Numéro de la sortie | Nom de la sortie                                                                  | Bifurcation            |
| ------------------- | --------------------------------------------------------------------------------- | ---------------------- |
|                     | Valladolid Leon-Avendia de Europa                                                 | A-60 LE-12             |
| 01                  | Puente del Castro - León                                                          |                        |
| 02                  | León-Avenida del Ingeniero Saenz de Miera - Mercado de Ganados (future Accès Sud) |                        |
| 03                  | Benavente - Madrid A-66 Burgos A-231                                              | N-630                  |
| 04                  | Villacedré Zone Industrille de León                                               | CV-183                 |
| 05                  | La Virgen del Camino - Aéroport de León                                           |                        |
|                     | Astorga - La Corogne Oviedo - Gijón Benavente - Madrid Burgos                     | AP-71 AP-66 A-66 A-231 |

### Référence
- Nomenclature